# Spandauer Straße

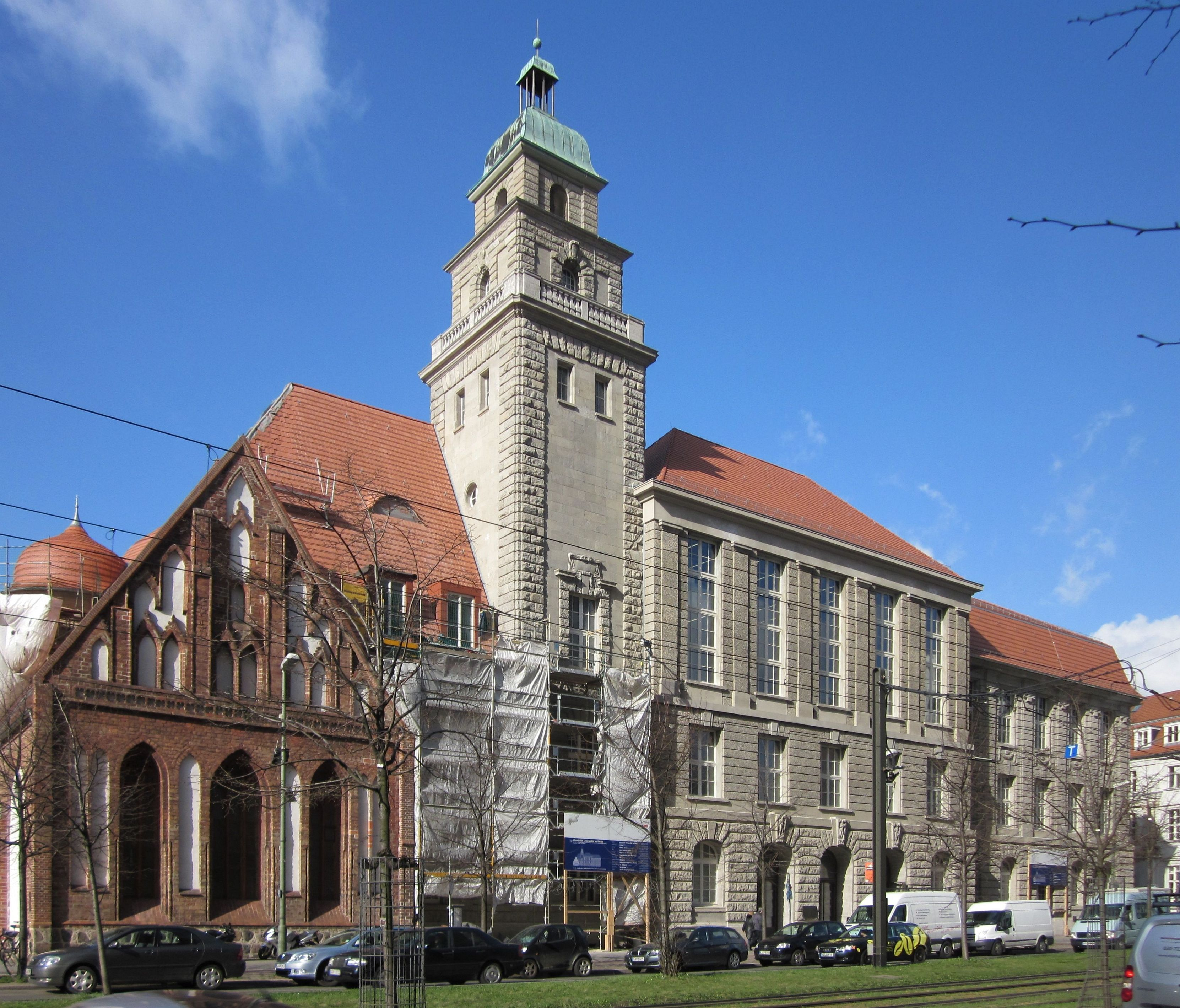
Handelshochschule met de geïntegreerde Heilig-Geist-Kapelle (linksonder)

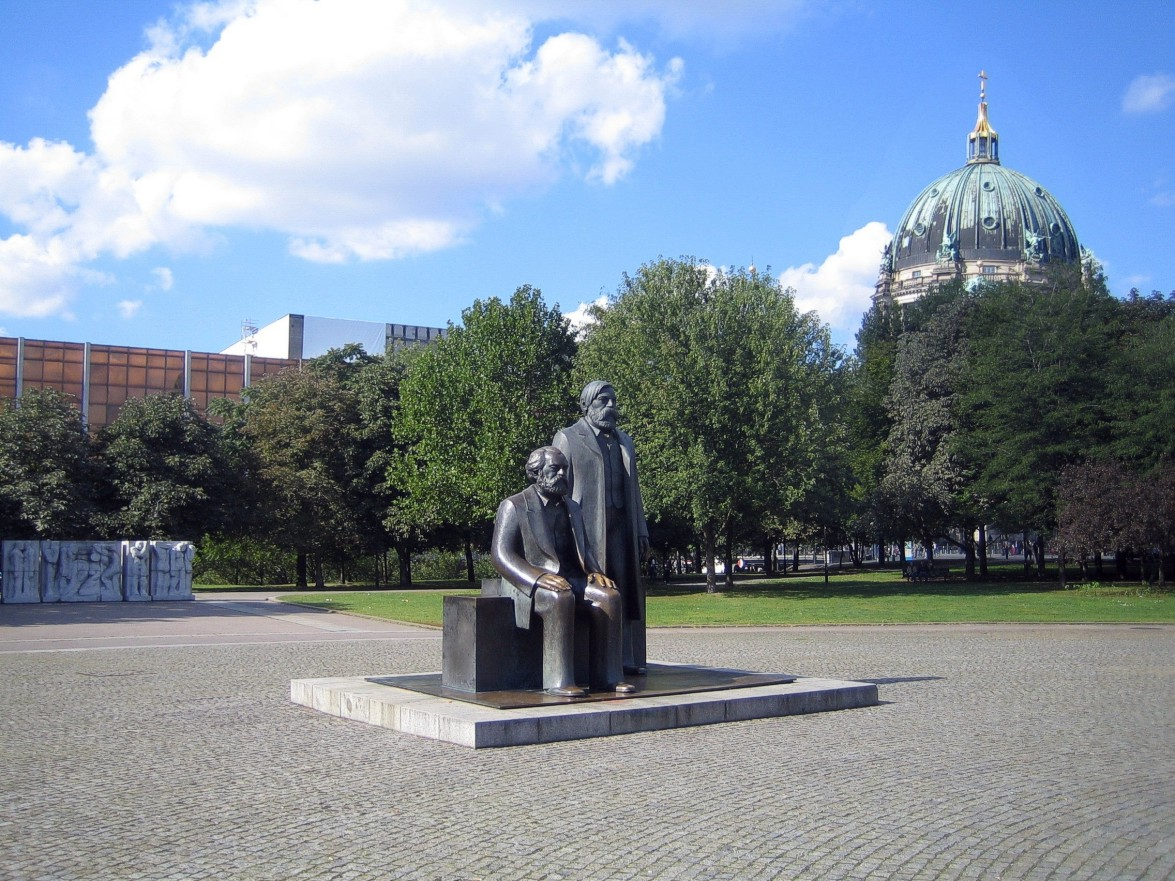
Monument voor Karl Marx en Friedrich Engels op het Marx-Engels-Forum

De Spandauer Straße is een straat in het Berlijnse stadsdeel Mitte en is een der oudste verkeerswegen van Berlijn. De straat is genoemd naar het stadsdeel Spandau in het westen van de stad en de vroegere Spandauer Tor, allebei gelegen in de omgeving van de straat. De straat is ongeveer 700 meter lang en doorkruist Alt-Berlin in noordwest- en zuidoostrichting. In westelijke richting gaat de straat naar de Karl-Liebknecht-Straße en verder naar de Alexanderplatz. Noordelijk loopt de straat naar de Molkenmarkt.
De straat ontstond in dezelfde periode als Berlijn zelf in het begin van de 13e eeuw en was een der belangrijkste straten van Berlijn met het stadhuis en het "Heilig-Geist-Spital". Elk deel van de straat had vroeger een eigen naam:
- Am Spandauer Thore (tussen Spandauer Tor en Neue Markt)
- Am Kohlenmarkte (tussen Neue Markt en stadhuis)
- Neben dem Rathaus (aan het stadhuis, straatkant van het stadhuis)
- Gegen dem Rathaus (ter hoogte van het stadhuis, overkant van het stadhuis)
- Middelstraße (tussen stadhuis en Molkenmarkt)

## Bezienswaardigheden in de straat
- Handelshochschule met de Heilig-Geist-Spital
- CityQuartier DomAquarée
- Hofpostamt
- Marx-Engels-Forum
- Neptunbrunnen
- Rotes Rathaus
- Blankenfelde-Haus
- Nikolaiviertel

## Beroemde bewoners
- Otto Brahm – criticus, theaterdirecteur en regisseur
- Theodor Fontane – schrijver
- Johann Wilhelm Ludwig Gleim – dichter
- Henriette Herz – schrijfster
- Martin Heinrich Klaproth – scheikundige
- Heinrich von Kleist – schrijver
- Gotthold Ephraim Lessing – dichter
- Moses Mendelssohn – filosoof
- Giacomo Meyerbeer – componist
- Karl Wilhelm Ramler – dichter
- Carl Ritter – geograaf
- Rahel Varnhagen von Ense – schrijfster